# Biathlon aux Jeux olympiques de 2018 – Sprint femmes
Pour des articles plus généraux, voir Biathlon aux Jeux olympiques de 2018 et Jeux olympiques d'hiver de 2018.
Navigation
Sotchi 2014 Pékin 2022
L'épreuve du sprint féminin sur 7,5 km de Biathlon aux Jeux olympiques de 2018 se déroule le 10 février 2018 à partir de 20h15 dans le centre de biathlon d'Alpensia.

## Organisation

### Calendrier
| Date            | Épreuve        | Horaire | Horaire |
| --------------- | -------------- | ------- | ------- |
| 10 février 2018 | Sprint féminin | 20:15   |         |

## Médaillés
| Or                          | Argent                | Bronze                                |
| Laura Dahlmeier (Allemagne) | Marte Olsbu (Norvège) | Veronika Vítková (République tchèque) |

## Résultats
| Rang                                | Dossard | Athlète                    | Nationalité        | Pénalités (C+D) | Temps         | Retard        |
| ----------------------------------- | ------- | -------------------------- | ------------------ | --------------- | ------------- | ------------- |
| Médaille d'or, Jeux olympiques      | 23      | Laura Dahlmeier            | Allemagne          | 0 (0+0)         | 21 min 06 s 2 |               |
| Médaille d'argent, Jeux olympiques  | 11      | Marte Olsbu                | Norvège            | 1 (1+0)         | 21 min 30 s 4 | +24 s 2       |
| Médaille de bronze, Jeux olympiques | 12      | Veronika Vítková           | République tchèque | 1 (0+1)         | 21 min 32 s 0 | +25 s 8       |
| 4                                   | 28      | Marie Dorin-Habert         | France             | 1 (1+0)         | 21 min 39 s 3 | +33 s 1       |
| 5                                   | 39      | Vanessa Hinz               | Allemagne          | 1 (0+1)         | 21 min 46 s 5 | +40 s 3       |
| 6                                   | 48      | Lisa Vittozzi              | Italie             | 1 (1+0)         | 21 min 46 s 7 | +40 s 5       |
| 7                                   | 2       | Hanna Öberg                | Suède              | 1 (0+1)         | 21 min 46 s 7 | +40 s 8       |
| 8                                   | 87      | Irene Cadurisch            | Suisse             | 1 (0+1)         | 21 min 51 s 7 | +45 s 5       |
| 9                                   | 15      | Darya Domracheva           | Biélorussie        | 2 (1+1)         | 21 min 52 s 4 | +46 s 2       |
| 10                                  | 35      | Justine Braisaz            | France             | 2 (1+1)         | 21 min 54 s 1 | +47 s 9       |
| 11                                  | 55      | Paulína Fialková           | Slovaquie          | 1 (1+0)         | 21 min 56 s 8 | +50 s 6       |
| 12                                  | 14      | Franziska Hildebrand       | Allemagne          | 1 (0+1)         | 21 min 59 s 9 | +53 s 7       |
| 13                                  | 25      | Anastasia Kuzmina          | Slovaquie          | 3 (2+1)         | 22 min 00 s 1 | +53 s 9       |
| 14                                  | 33      | Vita Semerenko             | Ukraine            | 1 (0+1)         | 22 min 00 s 7 | +54 s 5       |
| 15                                  | 71      | Markéta Davidová           | République tchèque | 1 (1+0)         | 22 min 03 s 3 | +57 s 1       |
| 16                                  | 52      | Anaïs Chevalier            | France             | 2 (1+1)         | 22 min 15 s 6 | +1 min 09 s 4 |
| 17                                  | 5       | Iryna Kryuko               | Biélorussie        | 1 (0+1)         | 22 min 17 s 4 | +1 min 11 s 2 |
| 18                                  | 57      | Dorothea Wierer            | Italie             | 2 (0+2)         | 22 min 20 s 3 | +1 min 14 s 1 |
| 19                                  | 8       | Anais Bescond              | France             | 2 (0+2)         | 22 min 20 s 8 | +1 min 14 s 6 |
| 20                                  | 17      | Tatiana Akimova            | Russie (OAR)       | 0 (0+0)         | 22 min 24 s 2 | +1 min 18 s 0 |
| 21                                  | 3       | Denise Herrmann            | Allemagne          | 2 (0+2)         | 22 min 25 s 8 | +1 min 19 s 6 |
| 22                                  | 13      | Johanna Talihärm           | Estonie            | 1 (0+1)         | 22 min 27 s 0 | +1 min 20 s 8 |
| 23                                  | 36      | Jessica Jislová            | République tchèque | 1 (1+0)         | 22 min 29 s 1 | +1 min 22 s 9 |
| 24                                  | 59      | Tiril Eckhoff              | Norvège            | 4 (3+1)         | 22 min 32 s 4 | +1 min 26 s 2 |
| 25                                  | 19      | Kaisa Mäkäräinen           | Finlande           | 3 (2+1)         | 22 min 36 s 4 | +1 min 30 s 2 |
| 26                                  | 62      | Lena Häcki                 | Suisse             | 3 (1+2)         | 22 min 39 s 7 | +1 min 33 s 5 |
| 27                                  | 30      | Mona Brorsson              | Suède              | 2 (1+1)         | 22 min 42 s 2 | +1 min 36 s 0 |
| 28                                  | 50      | Krystyna Guzik             | Pologne            | 1 (1+0)         | 22 min 43 s 3 | +1 min 37 s 1 |
| 29                                  | 34      | Katharina Innerhofer       | Autriche           | 1 (0+1)         | 22 min 51 s 5 | +1 min 45 s 3 |
| 30                                  | 18      | Galina Vishnevskaya        | Kazakhstan         | 2 (2+0)         | 22 min 52 s 2 | +1 min 46 s 0 |
| 31                                  | 29      | Elisa Gasparin             | Suisse             | 2 (0+2)         | 22 min 52 s 4 | +1 min 46 s 2 |
| 32                                  | 45      | Anna Frolina               | Corée du Sud       | 3 (2+1)         | 22 min 56 s 9 | +1 min 50 s 7 |
| 33                                  | 44      | Uliana Kaisheva            | Russie (OAR)       | 2 (1+1)         | 22 min 58 s 5 | +1 min 52 s 3 |
| 34                                  | 10      | Weronika Nowakowska        | Pologne            | 2 (1+1)         | 23 min 03 s 2 | +1 min 57 s 0 |
| 35                                  | 83      | Elisabeth Högberg          | Suède              | 1 (0+1)         | 23 min 05 s 9 | +1 min 59 s 7 |
| 36                                  | 38      | Nadezhda Skardino          | Biélorussie        | 3 (2+1)         | 23 min 07 s 8 | +2 min 01 s 6 |
| 37                                  | 69      | Linn Persson               | Suède              | 3 (1+2)         | 23 min 11 s 5 | +2 min 05 s 3 |
| 38                                  | 70      | Zhang Yan                  | Chine              | 1 (1+0)         | 23 min 14 s 0 | +2 min 07 s 8 |
| 39                                  | 58      | Baiba Bendika              | Lettonie           | 4 (3+1)         | 23 min 14 s 6 | +2 min 08 s 4 |
| 40                                  | 49      | Julia Ransom               | Canada             | 1 (0+1)         | 23 min 15 s 0 | +2 min 08 s 8 |
| 41                                  | 9       | Selina Gasparin            | Suisse             | 4 (3+1)         | 23 min 18 s 4 | +2 min 12 s 2 |
| 42                                  | 16      | Fuyuko Tachizaki           | Japon              | 1 (0+1)         | 23 min 19 s 7 | +2 min 13 s 5 |
| 43                                  | 24      | Eva Puskarčíková           | République tchèque | 3 (2+1)         | 23 min 19 s 8 | +2 min 13 s 6 |
| 44                                  | 4       | Nicole Gontier             | Italie             | 3 (2+1)         | 23 min 20 s 0 | +2 min 13 s 8 |
| 45                                  | 77      | Monika Hojnisz             | Pologne            | 3 (1+2)         | 23 min 20 s 6 | +2 min 14 s 4 |
| 46                                  | 26      | Valj Semerenko             | Ukraine            | 3 (2+1)         | 23 min 20 s 9 | +2 min 14 s 7 |
| 46                                  | 27      | Anja Erzen                 | Slovénie           | 3 (2+1)         | 23 min 20 s 9 | +2 min 14 s 7 |
| 48                                  | 76      | Dunja Zdouc                | Autriche           | 0 (0+0)         | 23 min 21 s 0 | +2 min 14 s 8 |
| 49                                  | 53      | Sari Furuya                | Japon              | 2 (1+1)         | 23 min 21 s 5 | +2 min 15 s 3 |
| 50                                  | 86      | Synnøve Solemdal           | Norvège            | 3 (1+2)         | 23 min 23 s 9 | +2 min 17 s 7 |
| 51                                  | 81      | Emily Dreissigacker        | États-Unis         | 1 (0+1)         | 23 min 27 s 2 | +2 min 21 s 0 |
| 52                                  | 67      | Nadzeya Pisareva           | Biélorussie        | 2 (0+2)         | 23 min 29 s 1 | +2 min 22 s 9 |
| 53                                  | 22      | Rosanna Crawford           | Canada             | 3 (1+2)         | 23 min 29 s 2 | +2 min 23 s 0 |
| 54                                  | 61      | Emma Lunder                | Canada             | 2 (0+2)         | 23 min 30 s 4 | +2 min 24 s 2 |
| 55                                  | 7       | Anastasiya Merkushyna      | Ukraine            | 3 (2+1)         | 23 min 32 s 3 | +2 min 26 s 1 |
| 56                                  | 68      | Magdalena Gwizdoń          | Pologne            | 3 (0+3)         | 23 min 35 s 7 | +2 min 29 s 5 |
| 57                                  | 80      | Megan Heinicke             | Canada             | 2 (1+1)         | 23 min 42 s 8 | +2 min 36 s 6 |
| 58                                  | 82      | Darya Klimina              | Kazakhstan         | 3 (2+1)         | 23 min 47 s 7 | +2 min 41 s 5 |
| 59                                  | 72      | Ingrid Landmark Tandrevold | Norvège            | 4 (2+2)         | 23 min 49 s 1 | +2 min 42 s 9 |
| 60                                  | 46      | Emilia Yordanova           | Bulgarie           | 1 (1+0)         | 23 min 50 s 0 | +2 min 43 s 8 |
| 61                                  | 47      | Clare Egan                 | États-Unis         | 3 (1+2)         | 23 min 51 s 6 | +2 min 45 s 4 |
| 62                                  | 1       | Lisa Hauser                | Autriche           | 4 (3+1)         | 23 min 58 s 9 | +2 min 52 s 7 |
| 63                                  | 43      | Olga Poltoranina           | Kazakhstan         | 2 (0+2)         | 23 min 59 s 6 | +2 min 53 s 4 |
| 64                                  | 21      | Mari Laukkanen             | Finlande           | 5 (3+2)         | 24 min 00 s 6 | +2 min 54 s 4 |
| 65                                  | 75      | Diana Rasimovičiūtė        | Lituanie           | 1 (1+0)         | 24 min 00 s 8 | +2 min 54 s 6 |
| 66                                  | 6       | Susan Dunklee              | États-Unis         | 5 (1+4)         | 24 min 13 s 1 | +3 min 06 s 9 |
| 67                                  | 51      | Amanda Lightfoot           | Grande-Bretagne    | 3 (2+1)         | 24 min 15 s 3 | +3 min 09 s 1 |
| 68                                  | 78      | Yurie Tanaka               | Japon              | 2 (1+1)         | 24 min 21 s 6 | +3 min 15 s 4 |
| 69                                  | 31      | Federica Sanfilippo        | Italie             | 3 (2+1)         | 24 min 30 s 1 | +3 min 23 s 9 |
| 70                                  | 40      | Tang Jialin                | Chine              | 3 (1+2)         | 24 min 30 s 3 | +3 min 24 s 1 |
| 71                                  | 73      | Alina Raikova              | Kazakhstan         | 3 (0+3)         | 24 min 33 s 8 | +3 min 27 s 6 |
| 72                                  | 37      | Daniela Kadeva             | Bulgarie           | 3 (2+1)         | 24 min 39 s 2 | +3 min 33 s 0 |
| 73                                  | 42      | Iryna Varvynets            | Ukraine            | 5 (1+4)         | 24 min 48 s 1 | +3 min 41 s 9 |
| 74                                  | 66      | Ivona Fialkova             | Slovaquie          | 5 (2+3)         | 24 min 48 s 6 | +3 min 42 s 4 |
| 75                                  | 56      | Urška Poje                 | Slovénie           | 4 (0+4)         | 24 min 52 s 8 | +3 min 46 s 6 |
| 76                                  | 65      | Desislava Stoyanova        | Bulgarie           | 5 (2+3)         | 24 min 54 s 3 | +3 min 48 s 1 |
| 77                                  | 41      | Laura Toivanen             | Finlande           | 1 (0+1)         | 24 min 55 s 4 | +3 min 49 s 2 |
| 78                                  | 84      | Ko Eun-jung                | Corée du Sud       | 2 (1+1)         | 25 min 12 s 1 | +4 min 05 s 9 |
| 79                                  | 60      | Venla Lehtonen             | Finlande           | 3 (3+0)         | 25 min 13 s 7 | +4 min 07 s 5 |
| 80                                  | 54      | Natalija Kočergina         | Lituanie           | 5 (1+4)         | 25 min 16 s 2 | +4 min 10 s 0 |
| 81                                  | 32      | Éva Tófalvi                | Roumanie           | 4 (2+2)         | 25 min 20 s 0 | +4 min 13 s 8 |
| 82                                  | 20      | Mun Ji-hee                 | Corée du Sud       | 6 (2+4)         | 25 min 26 s 6 | +4 min 20 s 4 |
| 83                                  | 79      | Terézia Poliaková          | Slovaquie          | 5 (1+4)         | 25 min 32 s 2 | +4 min 26 s 0 |
| 84                                  | 85      | Milena Todorova            | Bulgarie           | 2 (1+1)         | 25 min 33 s 6 | +4 min 27 s 4 |
| 85                                  | 74      | Rina Mitsuhashi            | Japon              | 5 (3+2)         | 25 min 53 s 1 | +4 min 46 s 9 |
| 86                                  | 64      | Joanne Firesteel Reid      | États-Unis         | 7 (4+3)         | 26 min 18 s 8 | +5 min 12 s 6 |
| 87                                  | 63      | Ekaterina Avvakumova       | Corée du Sud       | 6 (3+3)         | 26 min 24 s 9 | +5 min 18 s 7 |